# Communauté de communes Chamousset en Lyonnais
La communauté de communes Chamousset en Lyonnais est une ancienne communauté de communes française, située dans le département du Rhône et la région Auvergne-Rhône-Alpes. Elle regroupait entre 1996 et 2016 14 communes du Monts du Lyonnais, pour une superficie de 16500 ha avec une population estimée à 13 496 habitants.

## Histoire
La communauté de communes est créée en 1996, par transformation du SIVOM créé en 1966.
La communauté de communes Chamousset en Lyonnais fusionne avec la communauté de communes des Hauts du Lyonnais pour former la Communauté de communes des monts du Lyonnais à compter du 1er janvier 2017, elle devait initialement inclure la communauté de communes de Forez en Lyonnais située dans la Loire, dans le cadre du nouveau schéma de coopération intercommunal validé par arrêté préfectoral le 17 mars 2016, mais cette fusion a été abandonnée et la communauté ligérienne est finalement rattachée à la Communauté de communes Forez-Est.

## Composition
| Nom                                 | Code Insee | Gentilé          | Superficie (km2) | Population (dernière pop. légale) | Densité (hab./km2) |
| ----------------------------------- | ---------- | ---------------- | ---------------- | --------------------------------- | ------------------ |
| Saint-Laurent-de-Chamousset (siège) | 69220      | Saint-Laurentais | 17,25            | 1 925 (2014)                      | 112                |
| Brullioles                          | 69030      | Brulliolois      | 12,25            | 812 (2014)                        | 66                 |
| Brussieu                            | 69031      | Brussieurois     | 6,74             | 1 289 (2014)                      | 191                |
| Chambost-Longessaigne               | 69038      | Chambostiens     | 15,44            | 927 (2014)                        | 60                 |
| Haute-Rivoire                       | 69099      | Taravouériens    | 20,29            | 1 416 (2014)                      | 70                 |
| Les Halles                          | 69098      | Hallois          | 3,09             | 479 (2014)                        | 155                |
| Longessaigne                        | 69120      | Bédouins         | 11,92            | 598 (2014)                        | 50                 |
| Montromant                          | 69138      | Montromanais     | 10,99            | 445 (2014)                        | 40                 |
| Montrottier                         | 69139      | Montrottois      | 23,10            | 1 347 (2014)                      | 58                 |
| Saint-Clément-les-Places            | 69187      | Saint-Clémentais | 12,42            | 634 (2014)                        | 51                 |
| Saint-Genis-l'Argentière            | 69203      | Saint-Genois     | 10,65            | 1 052 (2014)                      | 99                 |
| Sainte-Foy-l'Argentière             | 69201      | Fidésiens        | 1,54             | 1 304 (2014)                      | 847                |
| Souzy                               | 69178      | Maniens          | 5,09             | 784 (2014)                        | 154                |
| Villechenève                        | 69263      | Milotiens        | 14,15            | 900 (2014)                        | 64                 |